# Ertuğrul Seçme
Ertuğrul Seçme (* 7. November 1965 in Ankara) ist ein ehemaliger türkischer Fußballspieler und -trainer.

## Spielerkarriere
Seçmes Fußballkarriere ist weitestgehend unbekannt. Dokumentiert ist lediglich, dass er Anfang der 1990er Jahre beim Amateurverein Hunat Sağlıkspor aktiv war.

## Trainerkarriere
Seçme begann ab 1999 bei Kayserispor als Nachwuchstrainer zu arbeiten. Bis ins Jahr 2007 bekleidete er hier verschiedene Positionen in der Nachwuchsabteilung des Vereins und wurde schließlich 2007 zum Co-Trainer befördert. Im Sommer 2012 wurde er der Trainer der Reservemannschaft des Vereins, der Kayserispor A2. Nachdem im Oktober 2012 der Cheftrainer der Profimannschaft, Schota Arweladse, von seinem Amt zurückgetreten war, übernahm Seçme interimsweise die Mannschaft und betreute sie für ein Pokal- und für ein Ligaspiel. Anschließend übergab er das Amt an den neuen Cheftrainer Robert Prosinečki. Er selbst kehrte zu seiner Tätigkeit bei der Reservemannschaft zurück.
Im März 2014 übernahm er interimsweise vom zurückgetretenen Cheftrainer Domingos Paciência die Profimannschaft und wurde wenige Tage später als endgültig neuer Cheftrainer eingestellt. Nach seinem Amtsantritt gelangen ihm mit seinem Team drei Siege in Folge. Dadurch sorgte er dafür, dass sein stark abstiegsbedrohter Klub sich wieder eine reale Chance zum Klassenerhalt erarbeitete. U. a. besiegte seine Mannschaft den türkischen Spitzenklub Galatasaray Istanbul in Istanbul mit 0:1 und holte nach 40 Jahren den ersten Sieg Kayserispors gegen Galatasaray.